# A Sense of Purpose
A Sense of Purpose (engl. für „Ein Sinn für Bestimmung“) ist das neunte Studioalbum der schwedischen Metal-Band In Flames. Das Album wurde am 4. April 2008 via Nuclear Blast veröffentlicht.

## Entstehung
Anfang Mai 2007 fing die Band mit den Vorbereitungen für das neue Album an und bereits Ende des Monats begann die Vorproduktion. Im Sommer des Jahres spielte die Band einzelne Konzerte, sowie auf verschiedenen Festivals, bevor im September 2007 im bandeigenen IF Studio in Göteborg die eigentlichen Aufnahmen begannen. Während des Aufnahmeprozesses nahm die Band zwölf kurze Videos auf, die als Studiotagebuch per Internet verbreitet wurden. Ende November waren die Aufnahmen beendet.
Der Albumtitel wurde am 9. Januar, das dazugehörige Artwork und die Titelliste am 14. Januar 2008 veröffentlicht.
Während der Aufnahmen verlängerte die Band ihren Vertrag mit Nuclear Blast für alle Territorien außerhalb Nordamerikas. Für Nordamerika unterschrieben In Flames einen Vertrag mit Koch Records. Das Artwork des Albums und der ersten Single wurden von Alex Pardee entworfen.

## Titelliste
| #  | Titel                | Länge | Bemerkung               |
| -- | -------------------- | ----- | ----------------------- |
| 1  | The Mirror’s Truth   | 3:00  | erste Single            |
| 2  | Disconnected         | 3:32  |                         |
| 3  | Sleepless Again      | 4:08  |                         |
| 4  | Alias                | 4:49  | zweite Single           |
| 5  | I’m the Highway      | 3:41  |                         |
| 6  | Delight and Angers   | 3:37  | dritte Single           |
| 7  | Move Through Me      | 3:05  |                         |
| 8  | The Chosen Pessimist | 8:13  |                         |
| 9  | Sober and Irrelevant | 3:21  |                         |
| 10 | Condemned            | 3:33  |                         |
| 11 | Drenched in Fear     | 3:29  |                         |
| 12 | March to the Shore   | 3:26  |                         |
| 13 | Eraser               | 3:18  | japanischer Bonus-Track |
| 14 | Tilt                 | 3:45  | japanischer Bonus-Track |
| 15 | Abnegation           | 3:43  | japanischer Bonus-Track |

## Hintergrund

### Bedeutung des Albumtitels
Laut dem Gitarristen Björn Gelotte geht es bei dem Albumtitel darum, dass viele Menschen sich keine Gedanken über die Gründe und die Absichten für ihr Handeln machen. Der Begriff „A Sense of Purpose“ ist allen Texten übergeordnet, allerdings handelt es sich nicht um ein Konzeptalbum.

### Bedeutungen der Lieder
In einem Interview mit dem deutschen Magazin Rock Hard gab Sänger Anders Fridén Auskunft über die Bedeutungen der Lieder:
- The Mirror’s Truth beschäftigt sich in erster Linie mit Umweltverschmutzung und der globalen Erwärmung. Die Menschheit scheut sich vor Konfrontationen, um z. B. Lösungen für diese Probleme zu finden.
- In Sleepless Again geht es um die Frage, wohin es führen kann, wenn ein Mensch mit seiner dunklen Seite in Berührung kommt.
- Alias beschäftigt sich mit der Frage, wie es wäre, wenn es einen Platz im Menschen gäbe, in dem man seine negativen Erfahrungen und Gedanken abschieben könnte.
- I’m the Highway handelt davon, dass man sein Schicksal in die eigenen Hände nehmen sollte.
- In Move Through Me geht es darum, Menschen, die von vielen Tiefschlägen gebeutelt sind, zu helfen und aufzumuntern.
- Sober and Irrelevant handelt von der Angst vieler Menschen, ein Teil der grauen Masse zu werden. Viele Menschen würden Dinge nur tun, um aufzufallen und wahrgenommen zu werden.
- Condemned beschäftigt sich mit den Herausforderungen des Lebens und dass man diese auch meistern sollte.
- In Drenched in Fear geht es um Menschen, die sich auf Kosten anderer profilieren.
- March to the Shore beschäftigt sich mit dem Thema Rache.

### Versionen
Das Album erschien als CD, Digipak, Picture Disc und als limitiertes Boxset. Die Audio-CD enthält die zwölf Titel des Albums. Das Digipak enthält eine Bonus-DVD, die den Aufnahmeprozess als Video dokumentiert. Die DVD hat eine Spielzeit von 160 Minuten. Das Boxset enthält das Album in der Digipak-Version in einem hölzernen Kugellabyrinth. Die Metallkugeln des Labyrinths sind mit dem Bandlogo verziert. Das Boxset ist auf 1.500 Exemplare limitiert und ist ausschließlich im Nuclear Blast-Onlineshop erhältlich.

## Rezeption
Das deutsche Magazin Rock Hard kürte A Sense of Purpose zum „Album des Monats“ mit einem Notendurchschnitt von 8,0 von maximal 10 Punkten. Boris Kaiser schrieb in seiner Rezension, dass „das Album Härte, Melodie und Experimentierfreudigkeit, alte Schule und moderne Sounds auf gelungenste Weise verbindet“. Im Metal Hammer belegte das Album nach drei Soundchecksiegen in Folge für die Vorgängeralben Platz drei. Chefredakteur Thorsten Zahn schrieb, dass die Band, die mit dem Album Reroute to Remain gefundene Stahlmischung mit A Sense of Purpose perfektioniert hat. Im Gegensatz dazu bezeichnete Amadeus Mader vom Onlinemagazin Metalnews.de A Sense of Purpose als „das durchschnittlichste Werk ihrer Karriere“ und kritisierte den „ständigen Wechsel zwischen harter Strophe und hymnischen Refrain“.

## Die SingleThe Mirror’s Truth
Am 7. März 2008 wurde die erste Single The Mirror’s Truth veröffentlicht, welche bis auf das Lied The Mirror’s Truth, drei non Album Tracks enthält. Das Stück Abnegation war bereits auf dem am 4. September 2007 erschienenen Sampler Viva la Bands, Vol. 2 vertreten und wurde für die EP neu abgemischt und mit neuen Vocals versehen. Für das Titellied The Mirror’s Truth wurde in einem verlassenen Fabrikgebäude in Skellefteå ein Musikvideo gedreht, welches von Popcore Films produziert wurde. Ein Making-of des Videos hat die Band bereits über ihre Myspace-Seite veröffentlicht.
Die Single erreichte Platz 14 der schwedischen Singlecharts. In Deutschland belegte die Single Platz 72, in Österreich Platz 51 und in Finnland Platz fünf.

### Titelliste
| # | Titel              | Länge |
| - | ------------------ | ----- |
| 1 | The Mirror’s Truth | 3:02  |
| 2 | Eraser             | 3:22  |
| 3 | Tilt               | 3:49  |
| 4 | Abnegation         | 3:43  |

## Kommerzieller Erfolg

### Chartplatzierungen
Das Album stieg auf Platz 1 der schwedischen Charts ein. Weitere Top-10-Platzierungen gab es in Finnland (Platz 3) und Kanada (Platz 7). In Japan erreichte das Album Platz 14. In den USA verkaufte sich A Sense of Purpose in der ersten Verkaufswoche ca. 20.000 Mal und erreichte Platz 28 in den Charts. Im deutschsprachigen Raum debütierte das Album auf Platz 6 in Deutschland und Österreich sowie auf Platz 29 in der Schweiz.
| ChartsChartplatzierungen       | Höchstplatzierung | Wochen |
| ------------------------------ | ----------------- | ------ |
| Deutschland (GfK)              | 6 (9 Wo.)         | 9      |
| Österreich (Ö3)                | 6 (15 Wo.)        | 15     |
| Schweden (GLF)                 | 1 (24 Wo.)        | 24     |
| Schweiz (IFPI)                 | 29 (4 Wo.)        | 4      |
| Vereinigte Staaten (Billboard) | 28 (4 Wo.)        | 4      |
| Vereinigtes Königreich (OCC)   | 54 (1 Wo.)        | 1      |

| ChartsJahrescharts (2008) | Platzierung |
| ------------------------- | ----------- |
| Schweden (GLF)            | 49          |

### Auszeichnungen für Musikverkäufe
| Land/Region     | Auszeichnungen für Musikverkäufe (Land/Region, Auszeichnung, Verkäufe) | Verkäufe |
| --------------- | ---------------------------------------------------------------------- | -------- |
| Schweden (IFPI) | Gold                                                                   | 20.000   |
| Insgesamt       | 1× Gold ·                                                              | 20.000   |